# Стефан (Веляновський)
Архиєпископ Стефан (в миру Стоян Веляновский, мак. Стојан Вељановски; (1 травня 1955 , Dobruševod, Могила (община) )) — предстоятель Православної церкви Македонії, Архієпископ Охридський і Македонський і митрополит Скопский (з 1999).

## Біографія

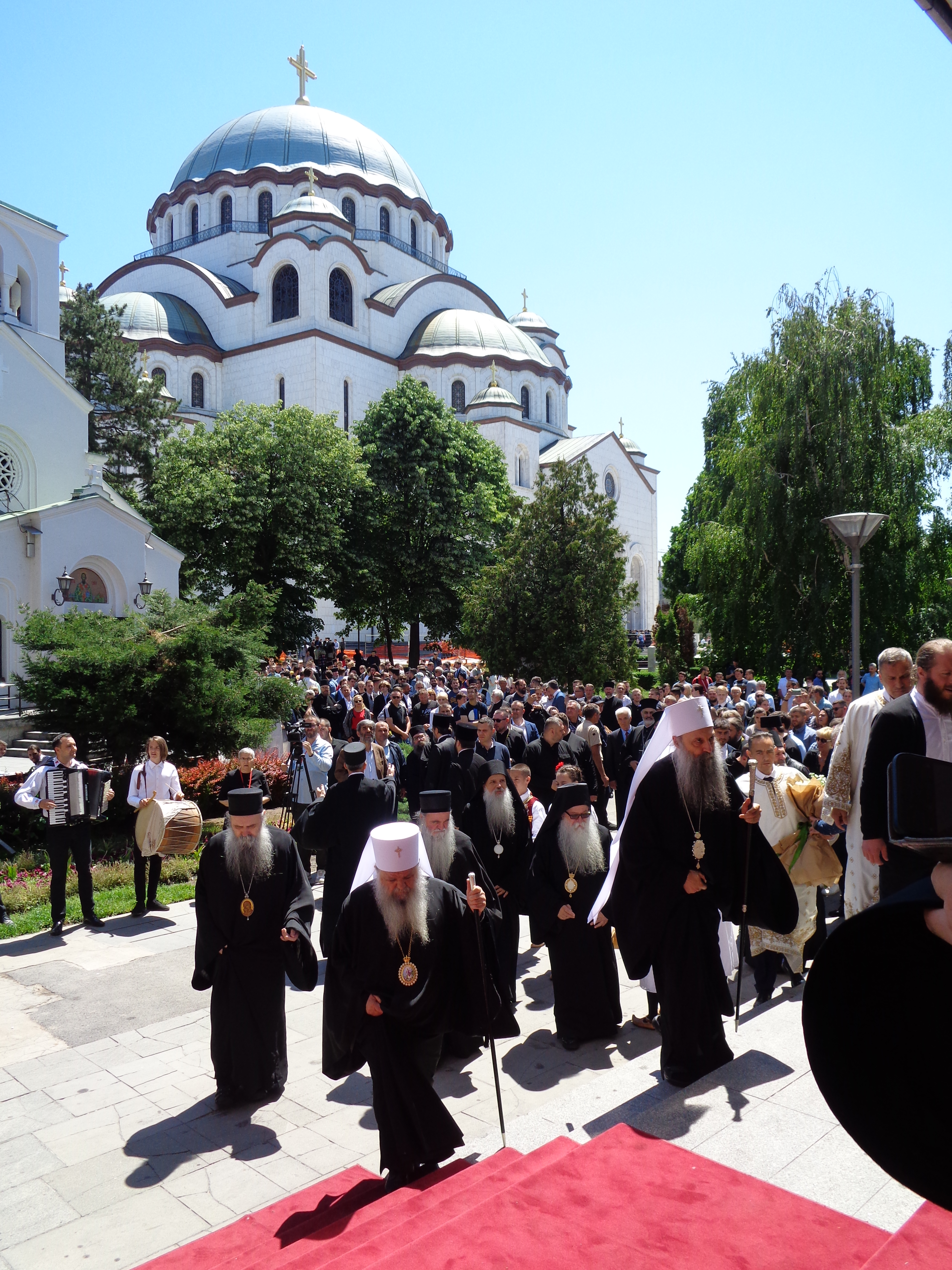
Белград, 19.5.2022.

Народився 1 травня 1955 року в селі Добрушево на півдні Соціалістичної Республіки Македонія.
У 1969 році поступив В македонську православну семінарію Климента Охридського в Скоп'є, яке закінчив у 1974 році. У тому ж році поступив на богословський факультет Бєлградського університету, який закінчив у 1979 році.
У тому ж році повернувся в Македонію і рішенням Синоду неканонічної Православної церкви Македонії призначений вчителем в православну семінарію Климента Охридського.
У 1980 році зарахований до аспірантури Інституту святого Миколая в Барі, Італія, в якій спеціалізувався на патристиці і візантології. У 1982 році закінчив аспірантуру.
Після повернення в Югославію, з 1982 по 1987 роки був професором по кафедрі Старого Завіту і патрології на богословському факультеті Скопского університету.
2 липня 1986 року був пострижений у чернецтво в монастирі Святого Наума, 3 липня висвячений у сан ієродиякона, а 6 липня — в сан ієромонаха.
12 липня 1986 року хіротонісаний в єпископа Злетовско-Струмичского з возведенням у сан митрополита.
В наступні роки був деканом богословського факультету Скопийского університету, прес-секретарем Синоду Православної церкви Македонії, головним редактором церковної газети «Црковен Живот» і головним секретарем архієпископа Охридського і Македонського.
З 1987 по 1989 роки тимчасово керував Американсько-Канадською єпархєю.
У 1989 році Злетовско-Струмичська єпархія, яку він очолював, була розділена на Брегалнишську на чолі з митрополитом Стефаном і Струмишську на чолі з митрополитом Гораздом (Дмитрієвським).
У 1990 році призначений ректором православної семінарії в Скоп'є.
На церковно-народному соборі, який відбувся 9 жовтня 1999 року в соборному храмі Святої Софії в Охриді, був обраний і 10 жовтня настолован як п'ятий глава Православної церкви Македонії, і з тих пір він виконував обов'язки архієпископа Охридського і Македонського.
11 грудня 2009 р. зустрівся із заступником голови Відділу зовнішніх церковних зв'язків Московського Патріархату Миколою Балашовим. Тоді Балашов сказав: що незалежна держава повинна мати "незалежну церкву", і це повинно означати процес надання автокефалії Македонської ПЦ.
11 травня 2015 року зустрівся з Патріархом Болгарським Неофітом у кафедральному Олександро-Невському соборі Софії.
У кінці січня 2020 року подякував Вселенському патріарху Варфоломію за те що він прийняв апеляцію від нього.
У кінці лютого 2021 року архієпископ Стефан направив патріарху Сербської ПЦ Порфирію листа, у якому висловив сподівання, що з його правлінням "проявиться істинна християнська любов, а міжцерковні відносини будуть розвиватися в інтересах наших близьких народів та Церков".
24 травня 2022 року на спільній літургії в Скоп’є патріарх Сербської Православної Церкви повідомим Архієпископу Стефану що «приймає автокефалію» Охридської Архієпископії. Священний Собор СПЦ доручив Синоду у співпраці з Архієпископом Охридським Стефаном та Синодом МПЦ опрацювати всі технічні та організаційні деталі, щодо визнання автокефалії МПЦ іншими помісними церквами.